# Nicholas Flood Davin
Nicholas Flood Davin (Kilfinane, Irlanda, 13 de janeiro de 1843 – Winnipeg, 18 de outubro de 1901) foi um advogado, jornalista e político irlando-canadense.
Davin ficou conhecido na Política do Canadá como a voz dos Territórios do Noroeste. Davin fou um parlamentar e correspondente na Inglaterra antes de chegar em Toronto, em 1872, onde escrevia para o Globe and the Mail. Apesar de ser um advogado altamente qualificado, Davin praticou pouco a advocacia. O ponto alto de sua carreira legal foi sua defesa em 1880 de George Bennett, que assassinou o político canadense George Brown.